# Stephen Ross
Stephen Alan „Steve“ Ross (* 3. Februar 1944 in Boston, Massachusetts; † 3. März 2017) war ein US-amerikanischer Wirtschaftswissenschaftler und Finanzmathematiker. Sein Name ist eng verbunden mit der Entwicklung der Arbitrage- und der Optionspreistheorie.

## Leben
Ross studierte zunächst am California Institute of Technology, das er 1965 als Bachelor of Science mit Hauptfach Physik verließ. Fünf Jahre später graduierte er als Ph.D. an der Harvard University. Zunächst ging er an die Wharton School der University of Pennsylvania. 1976 folgte er einem Ruf der Yale University, wo er die Sterling-Professur für Wirtschaft und Finanzwissenschaft übernahm. Seit 1998 besetzt er den Franco-Modigliani-Lehrstuhl für Finanz- und Wirtschaftswissenschaften am Massachusetts Institute of Technology.
Seit den 1970er Jahren machte sich Ross einen Namen in der Finanzwissenschaft. Sein Arbeitsschwerpunkt liegt im Bereich der Portfoliotheorie, des Investmentmanagements und der Unternehmensbewertung. Dabei förderte er mit etlichen Innovationen das Gebiet der Finanzwissenschaft. Nachdem er zunächst in der Mitte der 1970er Jahre mit Gedanken über Arbitrage und Arbitragefreiheit ein gegenüber dem Capital Asset Pricing Model einfacher zu handhabendes Modell vorangetrieben hatte, wirkte er Ende des Jahrzehnts insbesondere in Zusammenarbeit mit John Carrington Cox und Mark Rubinstein an der Entwicklung eines diskreten Modells zur Modellierung von Wertpapier- und Aktienkursentwicklungen mit. Das Binomialmodell wird häufig auch Cox-Ross-Rubinstein-Modell bezeichnet. Später war er auch an der Entwicklung eines stetigen Modells beteiligt, dieses Mal stand ihm neben Cox Jonathan E. Ingersoll zur Seite. Auch das sogenannte Cox-Ingersoll-Ross-Modell, bei dem die Autoren zur Beschreibung der Entwicklung der kurzfristigen Zinssätze auf einen Wurzel-Diffusionsprozess zurückgriffen, entwickelte sich zu einem Standardmodell am Markt.

## Preise und Auszeichnungen
- 1987 wurde Ross zum Mitglied der American Academy of Arts and Sciences gewählt.
- 2014 wurde er mit dem Morgan Stanley-American Finance Association Award for Excellence in Finance ausgezeichnet.
- 2015 erhielt er den Deutsche Bank Prize in Financial Economics.